# (69418) 1995 WX42
(69418) 1995 WX42 là một tiểu hành tinh vành đai chính. Nó được phát hiện bởi Seiji Ueda và Hiroshi Kaneda ở Kushiro, Hokkaidō, Nhật Bản, ngày 25 tháng 11 năm 1995.